# Titularbistum Cleopatris
Cleopatris (ital.: Cleopatride) ist ein Titularbistum der römisch-katholischen Kirche.
Es geht zurück auf ein früheres Bistum der antiken Stadt Kleopatris oder Arsinoe am Golf von Sues in Ägypten, das der Kirchenprovinz Alexandria angehörte.
| Titularbischöfe von Cleopatris |                      |                                                        |                  |               |
| Nr.                            | Name                 | Amt                                                    | von              | bis           |
| 1                              | Youhanna Kabes       | Weihbischof in der Eparchie Alexandria (Ägypten)       | 7. Juni 1958     | 28. Juni 1985 |
| 2                              | Tesfaye Tadesse MCCJ | Weihbischof in der Erzeparchie Addis Abeba (Äthiopien) | 6. November 2024 |               |